# Huang Jianzhong
Huang Jianzhong (xinès simplificat: 黄健中, pinyin: Huáng Jiànzhōng; Surabaya, 1941) és un guionista i director de cinema i televisió xinès, nascut a Indonèsia.

## Biografia
Huang Jianzhong va néixer el 29 de desembre de 1941 a Surabaya, Indonèsia, de pares migrants xinesos, originaris de Quanzhou, província de Fujian. El 1948, després de la mort de la seva mare, va tornar a la Xina i va passar la seva infantesa a Fujian.

#### Trajectòria cinematogràfica
Als dinou anys, l'any 1960, va escriure un guió sobre una història de joves pagesos totalment en sintonia amb l'època, gràcies al qual va poder ingressar a l'escola de cinema dependent del Beijing Film Studio on va tenir de professors a directors com Cui Wei (崔嵬) i Chen Huai'ai (陈怀皑).
En els darrers anys de la Revolució Cultural, es va convertir en assistent de direcció de Li Wenhua a qui va ajudar en el rodatge de dues pel·lícules: "Breaking with Old Ideas" (决裂) i "Counteratack" (反击), els anys 1975 i 1976. Després va col·laborar amb Zhang Zheng en la pel·lícula 小花 (Little Flower) que va tenir un gran èxit popular.
L'any 1982, va dirigir la seva primera pel·lícula 如意, considera ara una obra cabdal en la història del cinema xinès de principis dels anys vuitanta: és l'adaptació d'un conte homònim de Liu Xinwu i que s'ha traduït a l'anglès com "The Talisman". Alguns historiadors del cinema l'han classificat dins el grup anomenat "cine de les cicatrius" moviment paral·lel al literari "literatura de les cicatrius." La pel·lícula va suposar un autèntic xoc per al públic, així com per als crítics i especialistes en cinema, a la Xina i a l'estranger. El 1984 en particular, Hou Hsiao Hsien la va veure a Hong Kong i va dir que mai hauria cregut que aquestes pel·lícules es fessin a la Xina continental. Per primera vegada en molt de temps, el cinema xinès explicava la història d'una gent comuna, amb un humanisme que Mao havia prohibit tant a les pantalles, com a la literatura.
Va continuar en el mateix gènere els anys següents, amb "The Little Boat" (一叶小舟) el 1983, sobre la vida en un petit poble, i "26 Girls" (二十六个姑娘) el 1984, sobre les inundacions a Sichuan.
El 1985, va dirigir "A Good Woman" (良家妇女) que d'alguna forma va inspirar la futura adaptació que el director Xie Fei va fer del conte "Xiaoxiao" (萧萧) de Shen Congwen.
A partir de 1986, Huang va fer pel·lícules molt diferents, adaptant cada vegada el seu estil a la temàtica i acceptant encàrrecs poc propers al seu estil més personal. En aquesta línia destaca la seva pel·lícula de l'any 1988 "A Visit from a Dead Man" (一个死者对生者的访问) basada en l'obra de teatre de Liu Shugang i que s'ha definit com la proposta cinematogràfica més experimental i més radical de la història del cinema xinès.
El 1995, Huang va fer una pel·lícula adaptant la novel·la "Arròs" (米) de Su Tong, amb Tao Zeru (陶泽如) en el paper principal de Wulong. Inicialment la pel·lícula va ser prohibida i només va passar la censura set anys més tard, el 2002. Es va estrenar el març de 2003, sota el títol "Dahong Rice Shop" (大鸿米店), però tornà a ser prohibida a causa dels cartells publicitaris.
El 1998, "Hong Niang" (红娘) va ser una adaptació d'una obra de Wang Shifu (王实甫) ambientada a la dinastia Tang. L'any següent, "我的1919" es va produir per commemorar el 80è aniversari de la Conferència de Pau de París. La pel·lícula marca un punt d'inflexió en la carrera del director. A partir de 1997, Huang va compaginar el cinema amb la televisió.
De les seves produccions televisives (pel·lícules i sèries) es poden destacar les de caràcter històric com el 2009, amb una pel·lícula sobre el primer emperador: "The Qin Empire" (大秦帝国之裂变), amb Hou Yong i Wang Zhife, el 2009 风满楼 (Legend of the Book's Tower) el 2011, una telenovel·la de trenta capítols ambientada el 1945, al final de la guerra contra el Japó: "Preparing to attack" (攻心) i com a curiositat la sèrie de l'any 2001, filmada en francès, "Une chinoise sous le fusil de la Gestapo" que explica la història en el marc de l'atac sorpresa d'Alemanya contra Bèlgica;Jin Ling, una jove estudiant xinesa de la Universitat de Lovaina, ofereix els seus serveis com a infermera a la clínica de Daumont, poble del sud de Bèlgica.

## Filmografia destacada
| Any  | Títol xinès          | Títol anglès               |
| ---- | -------------------- | -------------------------- |
| 1982 | 如意                 | The Talisman ó As you wish |
| 1983 | 一叶小舟             | The Little Boat            |
| 1984 | 二十六个姑娘         | 26 Girls                   |
| 1985 | 良家妇女             | A Good Woman               |
| 1986 | 一个死者对生者的访问 | A Visit from a Dead Man    |
| 1987 | 贞女                 | Serious Women              |
| 1988 | 轮回》               | Samsara                    |
| 1990 | 龙年警官             | Dragon Year Cops           |
| 1991 | 过年                 | The Spring Festival        |
| 1992 | 山神                 | Mountain Spirit            |
| 1994 | 雾宅                 | Wu Zhai                    |
| 1995 | 中国妈妈             | A Chinese Mother           |
| 1998 | 红娘                 | Matchmaker                 |

#### Premis i distincions
- 1985: Premi principal al 25è Festival Internacional de Cinema de Karlovy Vary per 良家妇女 (A Good Woman)[6]
- 1991: Premi a la millor pel·lícula als Hundred Flowers Awards per 过年
- 1998: Premi a la millor pel·lícula al 22nd Hundred Flowers Awards for Popular Films, per 红娘 (Matchmaker).
- 2005: Va rebre el títol d'Artista de cinema destacat" per l'Administració Estatal de Ràdio, Cinema i Televisió.
- 2022: President honorari de l'Associació de Cinema i Televisió de Shijingshan.[6]